# Limenitis caerulea
Limenitis caerulea är en fjärilsart som beskrevs av Matthias Ehrmann 1900. Limenitis caerulea ingår i släktet Limenitis och familjen praktfjärilar. Inga underarter finns listade i Catalogue of Life.